# Eriswell
Eriswell är en by och en civil parish i distriktet West Suffolk i Suffolk i England. Orten har 4 438 invånare.